# Рукавице за хокеј на леду
Рукавице за хокеј на леду су рукавице које носе играчи у хокеју на леду током утакмице. Рукавице које носе играчи у пољу се разликују од рукавица које носе голмани. У почетним временима играња хокеја на леду играчи нису ни носили рукавице или су носили обичне вунене или кожне рукавице, док су данас рукавице обавезан и важан дио опреме хокејаша.

## Врсте рукавица

### Играчке рукавице
Играчи у пољу носе исте рукавице на обје руке. Ове рукавице не утичу толико на њихове перформансе током утакмице јер су ситуације у којима играчи смију ухватити пак у руке ријетке. Рукавице се носе као вид заштите од хладноће, удараца пака или палице и да би се смањиле повреде у случају пада. Рукавице нису припијене уз руку како би било олакшано кретању руку и веће су од уобичајних рукавица које би играчи носили. Приликом туча које су честе у хокеју на леду хокејаши најчешће скидају рукавице.
Рукавице се праве од синтетичких материјала који апсорбују енергију удара и који обезбјеђују лакше држање штапа. Имају ојачање на палцу које штити од повреда палца приликом држања штапа или пада. Постоје и заштите које се носе на наставку шаке.

### Голманске рукавице
Голмани носе различите рукавице на свакој руци. Примарни задатак ових рукавице је да омогуће голману лакше хватање пака као и да му пруже заштиту од повреда. На руци у којој држи штап голман носи блокер у виду снажног и широког костобрана на подлактици који иде све до скочног зглоба гдје се продужава у рукавицу која се мало разликује од оне за играче. Према правилима НХЛ лиге голманске рукавица са блокер не може бити шира од 8 инча и дужа од 15 инча. Голмани помоћу блокера бране ударце и одбијају пак у поље.
На другој руци голман носи рукавицу за хватање која се назива трапер и највише личи на бејзбол рукавицу са којом је у почетки и била истовјетна. Трапер на дну има проширење у ком се налази мрежица у коју голман убацује лопту након што је ухвати да би је осигурао. Овакве рукавице омогућавају голману и да бацају пак из рукавице, али се то ријетко ради. Обим ове рукавице је према правилима ограничен на 45 инча, њен најшири дио на 8 инча.